# Vortex Automotive

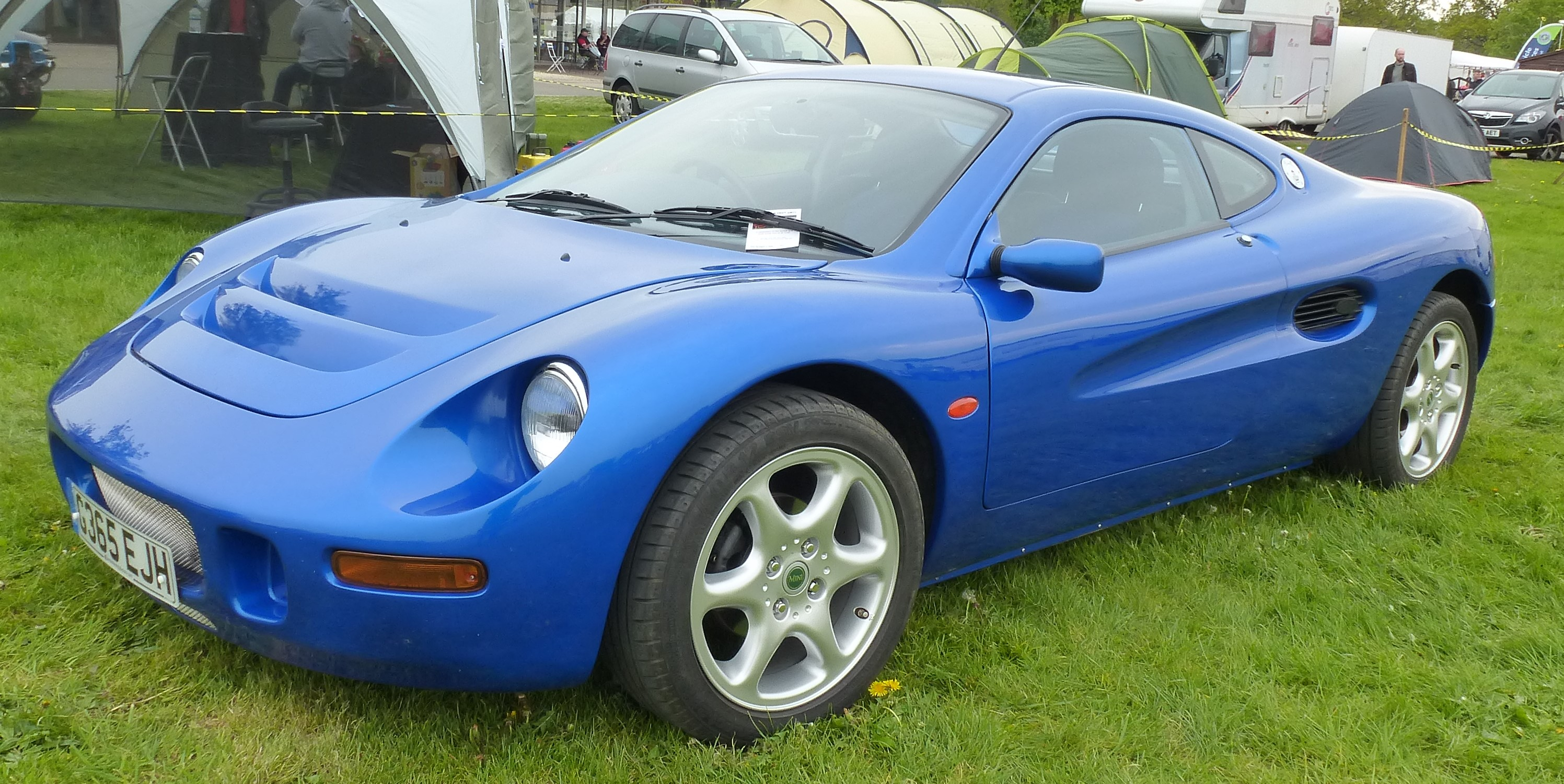
Phantom GTR

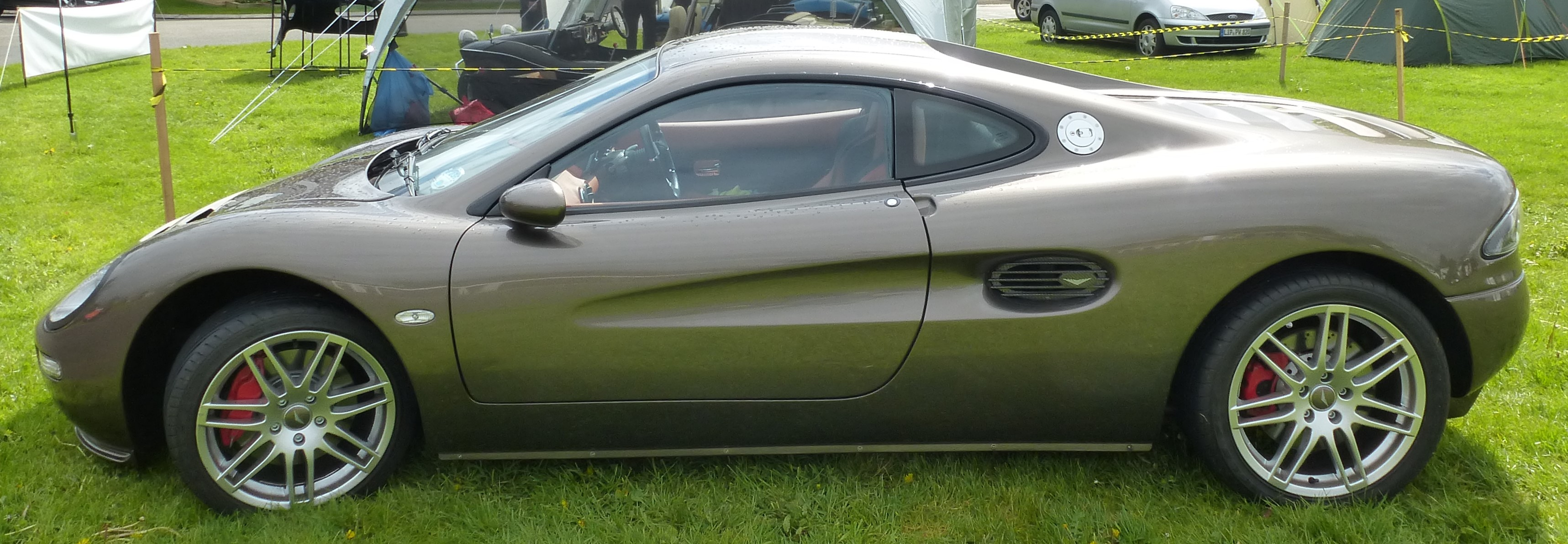
Seitenansicht

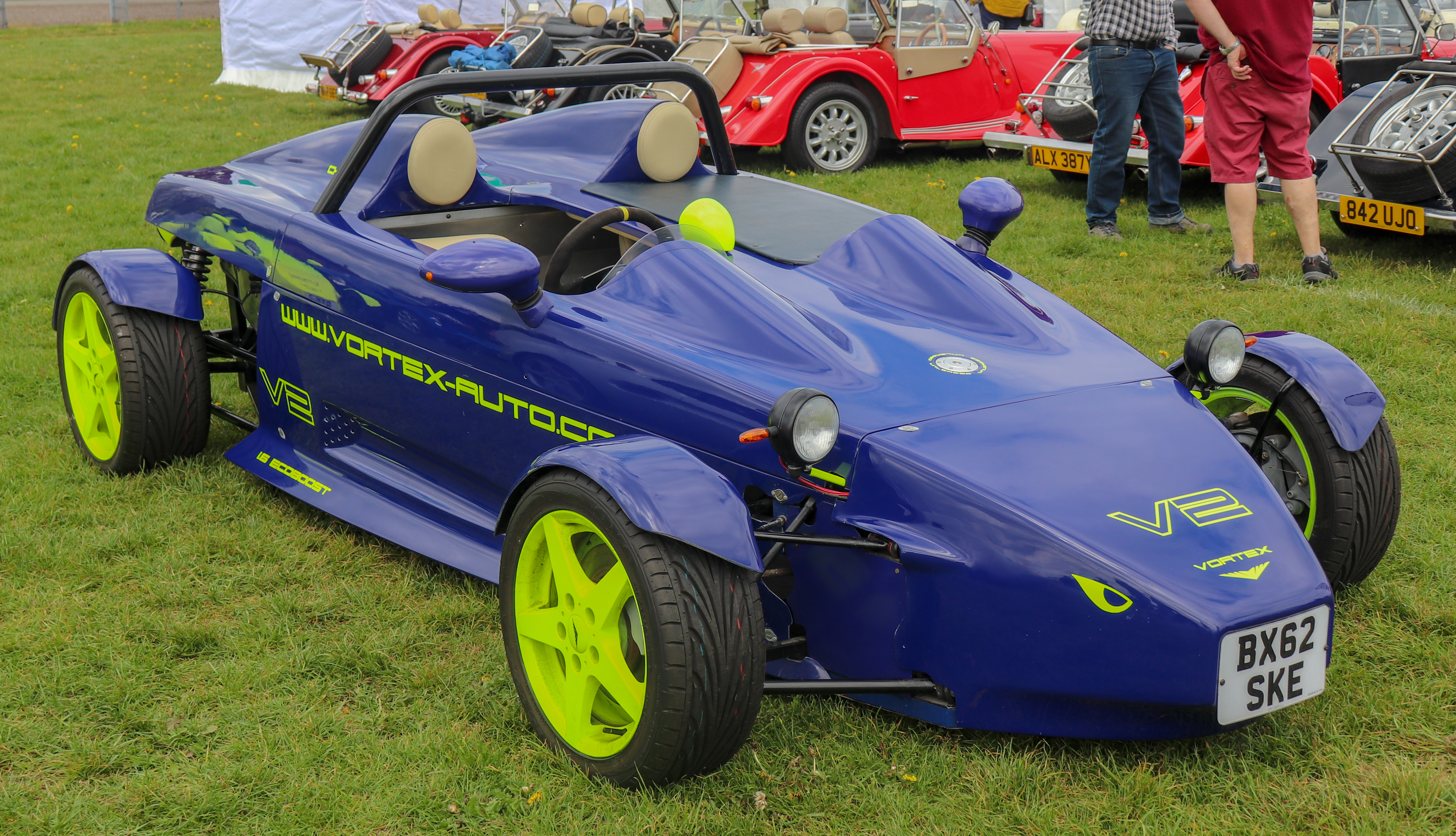
Vortex V 2

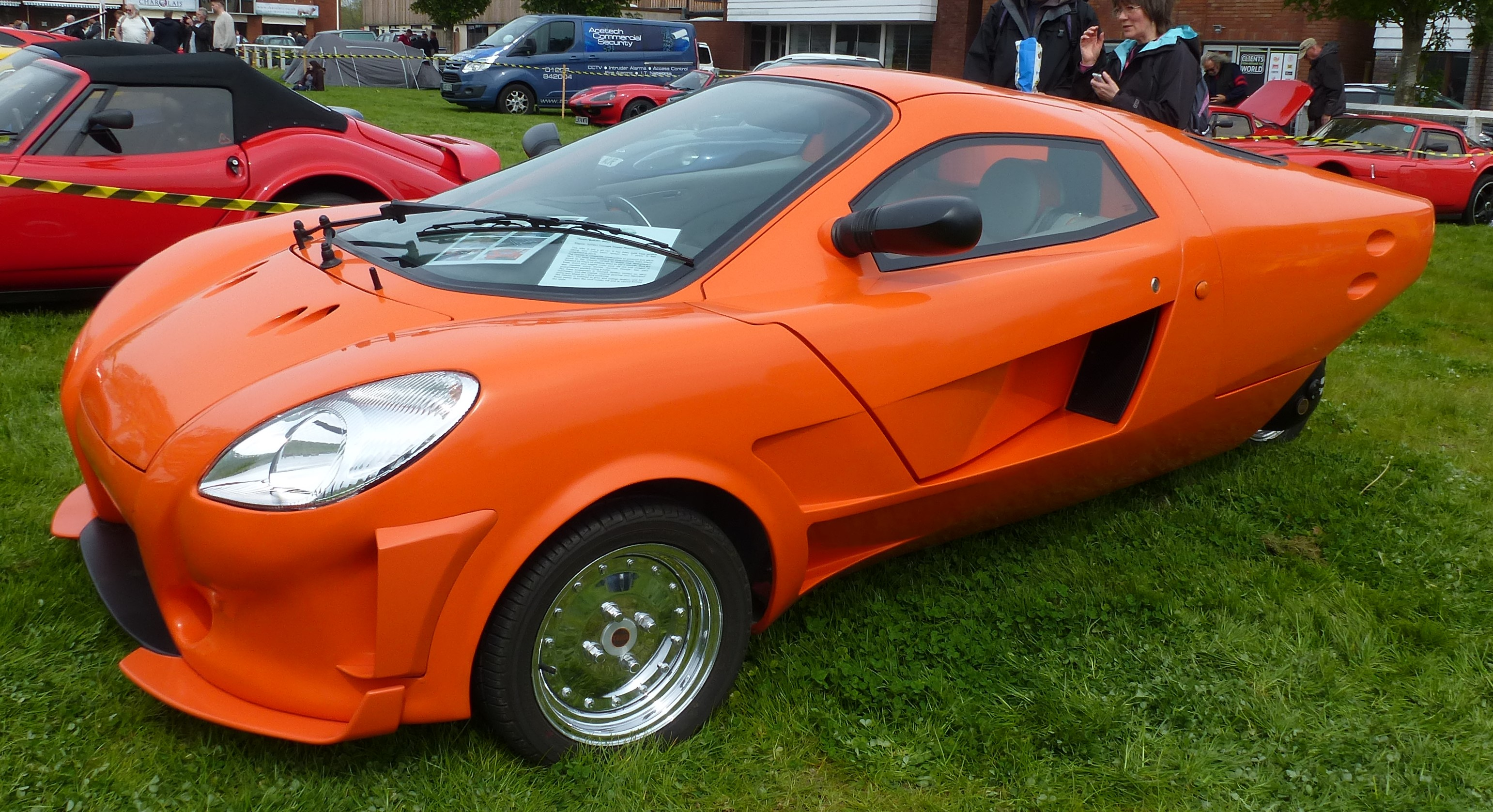
Vortex BT 1200

Vortex Automotive Limited, zuvor Phantom Automotive Limited, ist ein britischer Hersteller von Automobilen.

## Unternehmensgeschichte
Christopher Adrian Greville Smith, David Abel, Graham Winston Astbury und Norman Morris gründeten am 16. Dezember 1997 das Unternehmen Phantom Automotive Limited in Coventry in der Grafschaft West Midlands. Die Produktion von Automobilen und Kits begann. Der Markenname lautete zunächst Phantom. Am 3. November 2003 zog das Unternehmen nach Garretts Green (Birmingham). 2005 oder 2007 endete die Produktion zunächst.
Virago Cars setzte die Produktion kompletter Fahrzeuge fort. Die Zeitspanne variiert je nach Quelle von 2005 bis 2010 oder von 2007 bis 2009. Diese Fahrzeuge wurden als Virago vermarktet.
Am 29. März 2008 erfolgte die Umfirmierung in Vortex Automotive Limited. Am 15. April 2009 zog das Unternehmen nach Kenilworth in Warwickshire. Seit 2010 entstehen wieder Fahrzeuge, die nun als Vortex angeboten werden.
Insgesamt entstanden bisher etwa 30 Exemplare bei den drei Herstellern zusammen.

## Straßenfahrzeuge
Das erste Modell ist der GTR. Die Basis bildet ein Spaceframe-Rahmen. Darauf wird eine geschlossene zweisitzige Karosserie montiert. Üblicherweise treibt ein V6-Motor von Honda oder Rover die Fahrzeuge an, doch sind auch andere Motoren möglich. Der Motor ist in Mittelmotorbauweise hinter den Sitzen montiert.
Außerdem gibt es die Modelle V 2 als offenen Zweisitzer und BT 1200 als Coupé mit drei Rädern.